# کالیبری

نمونه‌ای از Calibri معمولی، کلفت شده و ایتالیک

کالیبری یک قلم از سری قلم‌های humanist sans-serif typeface است که زیر نظر مجموعه قلم ClearType مایکروسافت تهیه شده است.
این قلم در مایکروسافت آفیس ۲۰۰۷، جایگزین قلم تایمز نیو رومن به عنوان قلم پیش‌فرض در وُرد و همچنین جایگزین قلم آریال به عنوان قلم پیش‌فرض در پاورپوینت، اِکسِل و آوت لوک شد.
نسخه‌های لاتین استاندارد، سیریلیک، یونانی و عبری قلم کالیبری توسط لوکاس دو گروت برای مایکروسافت و به منظور بهره‌گیری از مزایای تکنولوژی رِندِر شدن ClearType طراحی شد. نسخهٔ عربی آن اثر مأمون صَقّال و نسخه‌های ارمنی و گرجی آن اثر روبِن تارومیان است.

## خصوصیات
گوشه‌ها، کناره‌ها و لبه‌هایی که به‌طور زیرکانه و استادانه‌ای طراحی شده‌اند حتی در اندازه‌های بزرگ هم به‌خوبی دیده می‌شوند و ظاهر کاراکتر را خیلی خوب و نرم نمایش می‌دهند. این قلم شامل کاراکترهای لاتین، افزونه‌های لاتین، یونانی و روسی - بلغاری می‌باشد. قابلیتهای OpenType شامل حروف کوچک، زیرنویس و بالانویس و حروف اضافه می‌شوند.
مانند سایر قلم‌های مجموعه sans-serif این قلم هم، شامل نمونه‌ای یکتا و جداگانه برای قابلیت‌های italic type است، که این امر در قلم‌های جدید کاملاً مرسوم است.

## مقبولیت و میزان دسترسی
این قلم با ویندوز ویستا و مجموعهٔ آفیس ۲۰۰۷ و همچنین آفیس ۲۰۰۸ برای مکینتاش توزیع شد.
این قلم همراه با - Candara، کونسولاس، Cambria ،Constantia و Corbel — همراه با Powerpoint 2007 Viewer نیز توزیع شده‌است. همچنین با Microsoft Office Compatibility Pack نیز عرضه شده است.
نسخه تجاری این قلم توسط Ascender Corporation، به فروش رسید. همچنین به وسیلهٔ Monotype Imaging در قالب MicroType و جزئی از Vista 8 Font Set package نیز به فروش رسیده است.

## جوایز
قلم کالیبری برندهٔ جایزهٔ TDC2 2005 در بخش سیستمی شده‌است.